# Horcajo Medianero
Horcajo Medianero ist ein westspanischer Ort und eine Gemeinde (municipio) mit 205 Einwohnern (Stand: 2024) in der Provinz Salamanca in der Region Kastilien und León. Neben der Hauptort Horcajo Medianero gehören die Ortschaften Valverde de Gonzaliáñez und Sanchopedro de Abajo sowie die Wüstungen Padiernos und Sanchopedro de Arriba zur Gemeinde. 

## Lage und Klima
Die ca. 895 m hoch gelegene Gemeinde Horcajo Medianero befindet sich im äußersten Süden der altkastilischen Hochebene (meseta). Die Stadt Salamanca ist knapp 45 km in nordnordwestlicher Richtung entfernt. 
Das Klima im Winter ist durchaus kühl; die geringen Niederschlagsmengen (503 mm) fallen – mit Ausnahme der nahezu regenlosen Sommermonate – verteilt übers ganze Jahr.

## Bevölkerungsentwicklung
| Jahr      | 1970 | 1981 | 1991 | 2001 | 2011 | 2021 |
| Einwohner | 858  | 630  | 461  | 351  | 251  | 223  |

## Sehenswürdigkeiten
- Martinskirche (Iglesia de San Martín)
- Uhrenturm

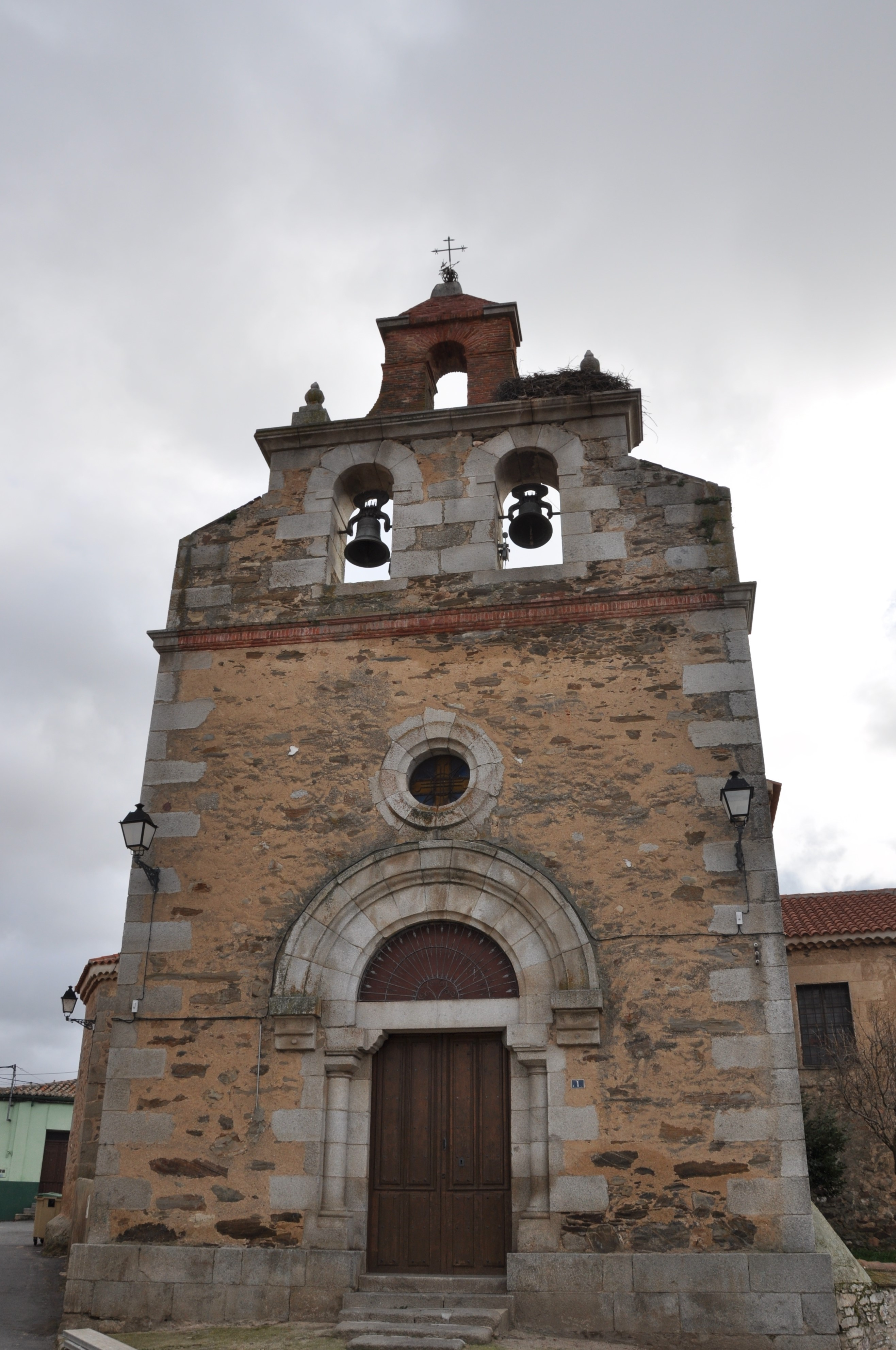
Martinskirche
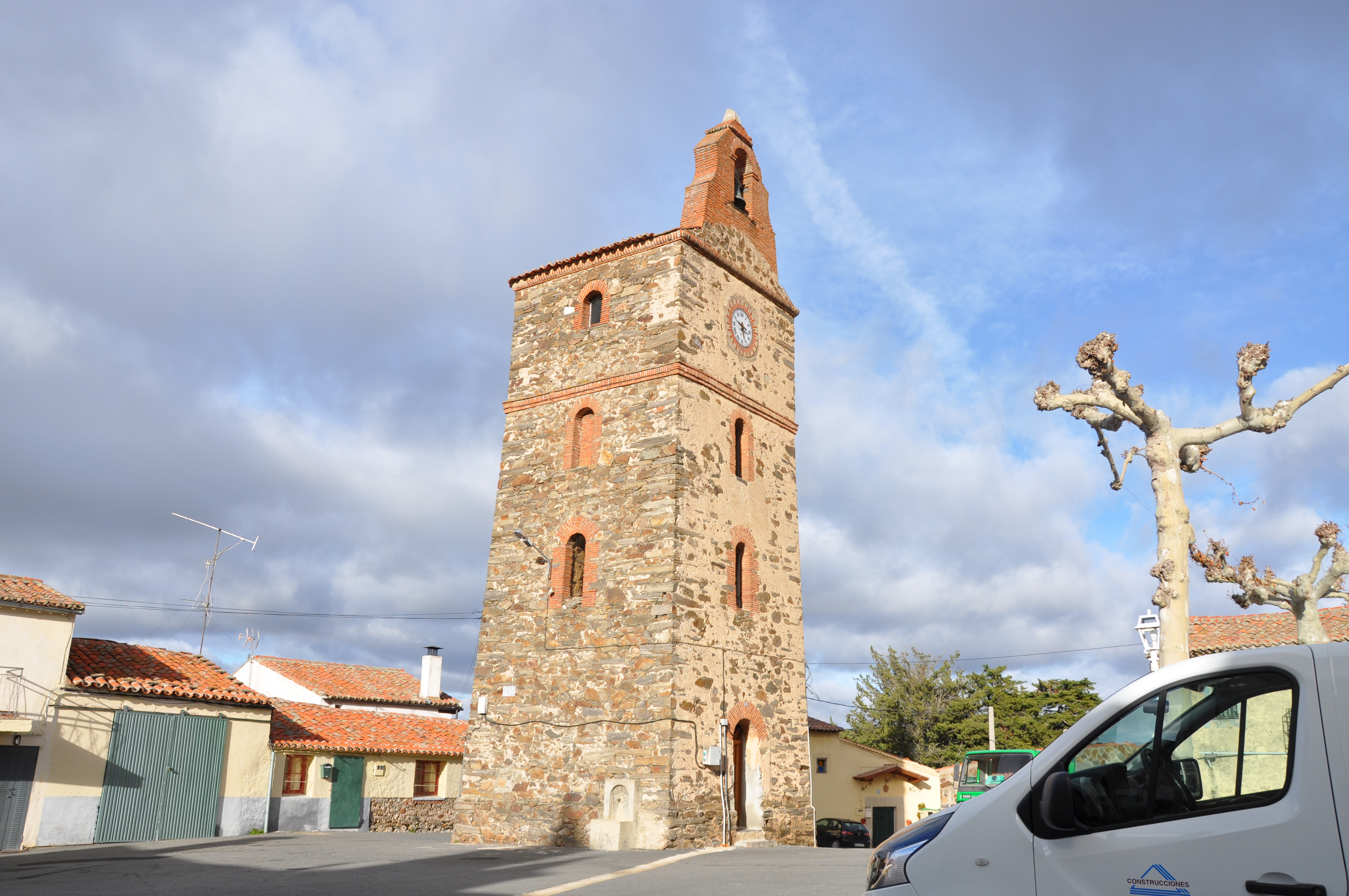
Uhrenturm